# Peter Christian Bagger
 Der er flere personer med dette navn, se Christian Bagger.
Peter Christian Bagger (født 5. juni 1772 i København, død 20. maj 1810 sammesteds) var en dansk jurist, søn af etatsråd Johan Poul Bagger og Anne Elisabeth,  født Borré.
Bagger blev privat dimitteret 1788, juridisk kandidat 1792, volontær i Kancelliet samme år, konstituert assessor i Hof- og Stadsretten 1794, protokolsekretær i Højesteret 1797, assessor i Københavns Politiret 1801, desuden adjungeret politimester i København 1807 og justitsråd 1808. Den "udmærkede Duelighed og den utrættelige Iver", han havde lagt for dagen i sin embedsvirksomhed, havde til følge, at han i året 1809, da det ved kongelig resolution af 10. januar var besluttet, at alle de forretninger, der hidtil havde påhvilet Københavns politimester som justitiarius i Politiretten, skulle udsondres, blev udnævnt til rettens justitiarius og tillige samme år blev ekstraordinær assessor i Højesteret; men han døde allerede påfølgende år. 
Han var ikke gift, men havde med Sophie Margrethe Paulsen (død i København i efteråret 1808 af galdefeber) en søn, digteren Carl Christian Bagger, der efter hans død blev legitimeret som hans ægte barn ved kongelig bevilling af 26. juni 1810 i følge ansøgning af bedstemoderen, etatsrådinde Bagger, i hvis hjem han, endnu medens faderen levede, havde opholdt sig et års tid, og som nu, støttet af sin anden søn, premierløjtnant i Søetaten Carl Frederik Bagger, der straks efter barnets moders død en kort tid havde haft det i huset hos sig, ved denne ansøgning søgte at opfylde den afdøde faders ønske.